# Манчар (Індія)
Манчар (मंचर) — містечко в штаті Махараштра, округ Пуне. Станом на 2011 рік в місті проживало 18876 людей, діти у віці до 6 років складали 12 %. Переважна більшість населення займається вирощуванням сільськогосподарських культур та продажем на місцевому ринку та в місті Пуне. Неподалік протікає річка Ґход.

## Принагідно
- гугл-мапа

| Індія | Це незавершена стаття з географії Індії. Ви можете допомогти проєкту, виправивши або дописавши її. |